# Notre-Dame-de-l’Assomption (Avenas)

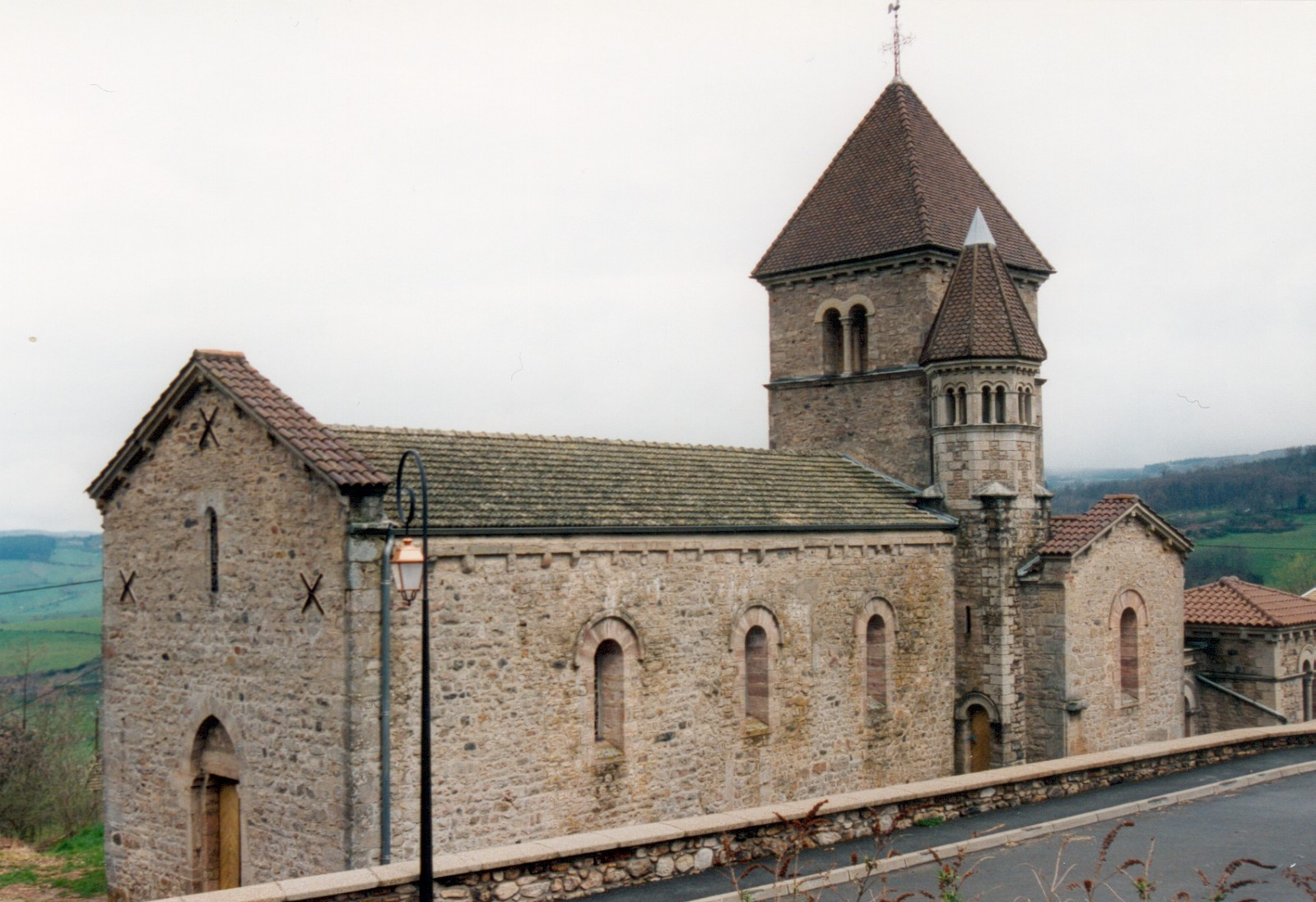
Notre-Dame-d’Avenas, Ansicht von Süden

Die Kirche Notre-Dame d’Avenas (französisch Eglise Notre-Dame-de-l’Assomption) steht in der Ortsmitte von Avenas im Département Rhône. Sie war ursprünglich die Klosterkirche des Klosters Avenas. Die Kirche aus der zweiten Hälfte des 12. Jahrhunderts ist als monument historique klassifiziert.

## Baubeschreibung

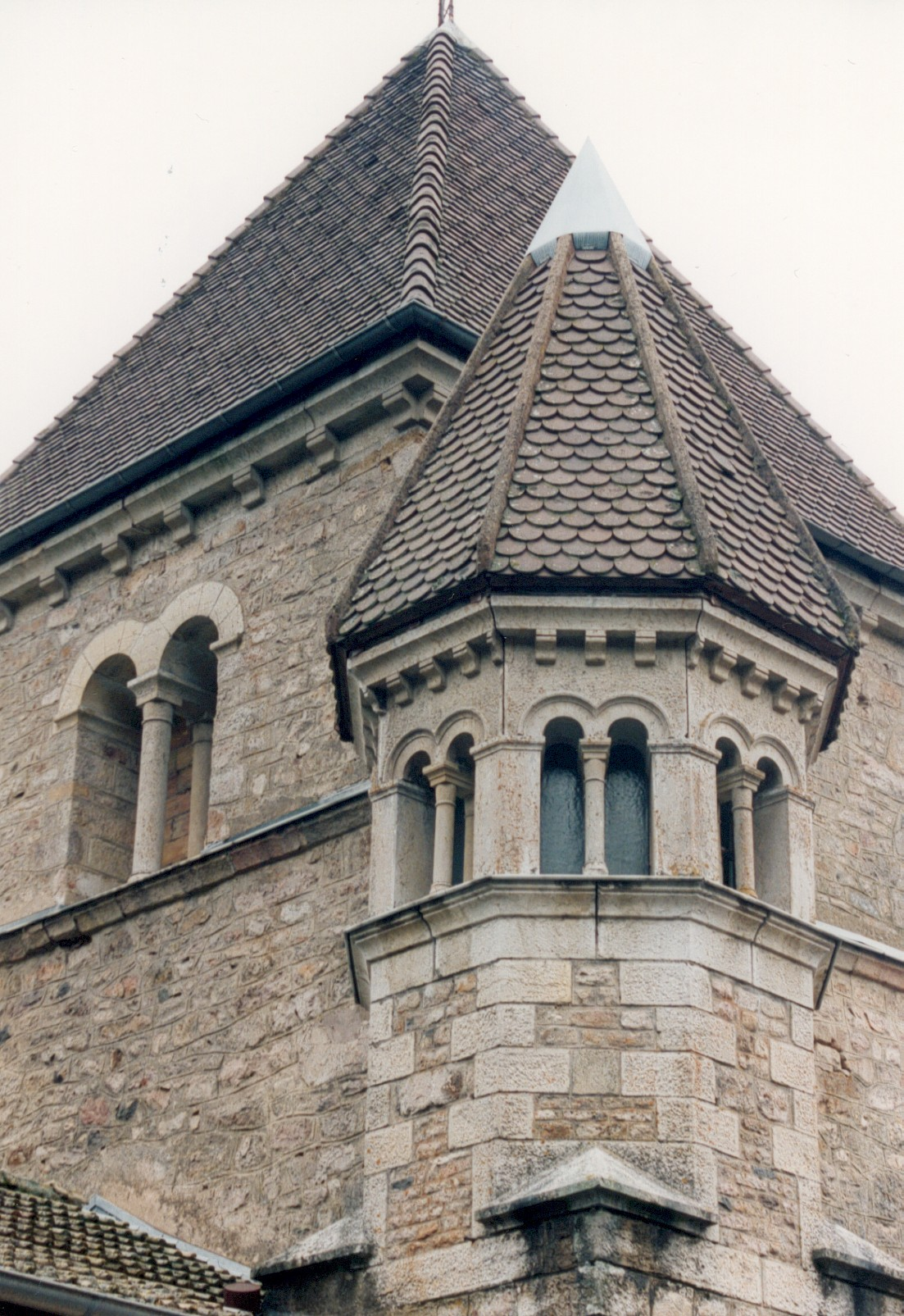
Glockenturm

Die Kirche ist ein schlichtes romanisches Gebäude mit einem offenen Dachstuhl über dem Kirchenschiff. Die Vierung wird von einer durchbrochenen Kuppel auf Bögen gekrönt, zwei kurze Kreuzgewölbe und eine Apsis mit Arkaden schließen sich an. Die Pilaster sind mit Blumen geschmückt und ihre Kapitelle sind als Blätter, als menschlicher Kopf und als amphisbaena (zweiköpfige Schlange) geformt.
Der Glockenturm besitzt zwei Klangarkaden mit romanischen Kapitellen, daneben steht ein Turm aus dem Jahr 1906.

## Ausstattung

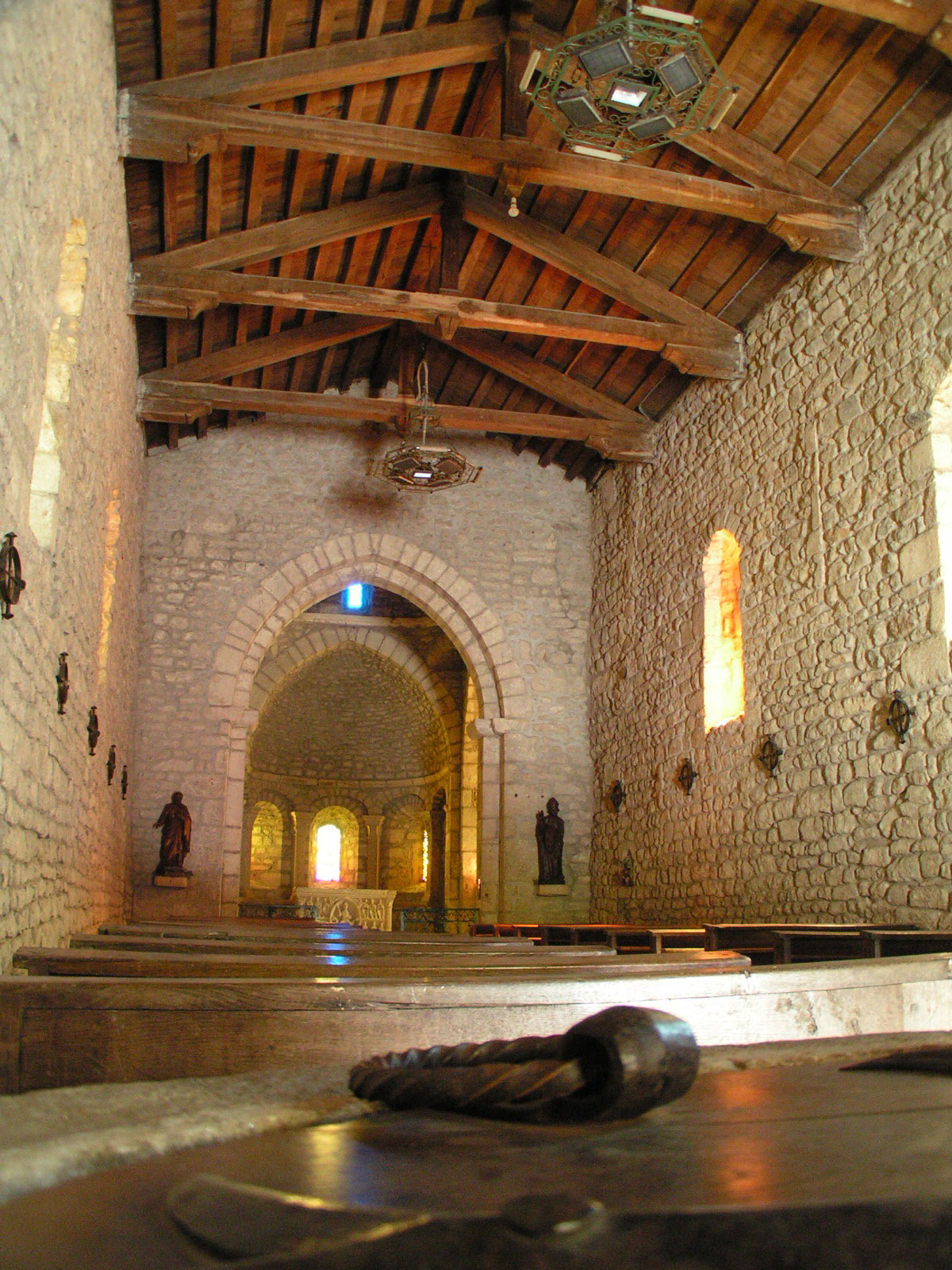
Innenansicht

Die ältesten Teile der Einrichtung stammen aus dem 12. Jahrhundert, daneben finden sich auch neuzeitliche Ausstattungsgegenstände.

### Altar

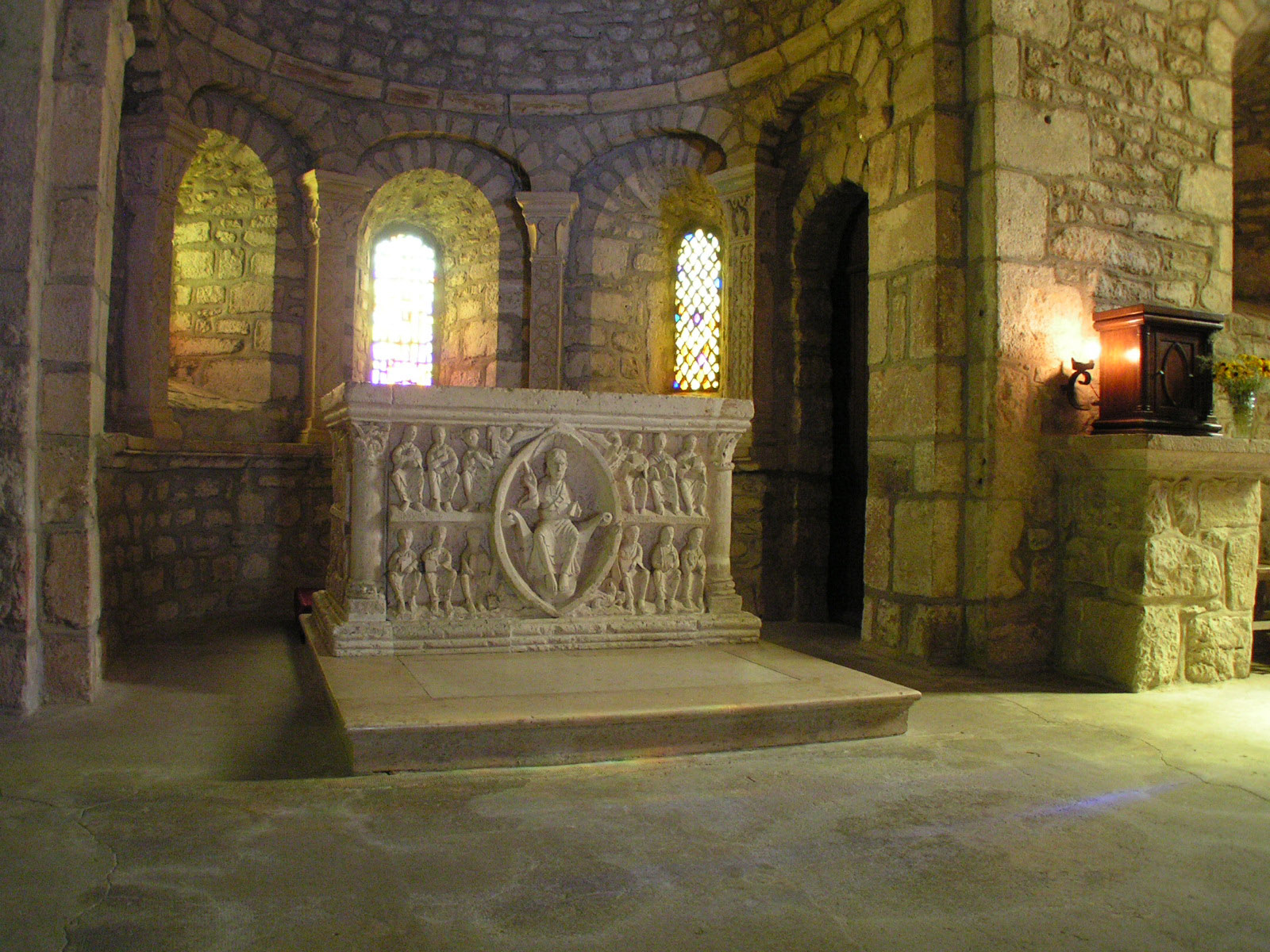
Der Altar aus weißem Kalkstein, 12. Jahrhundert

In der Mitte des Chores steht ein aus weißem Kalkstein gehauener Altar, der als eines der Meisterwerke der romanischen Bildhauerkunst gilt. Er besteht aus vier Blöcken Kalkstein und wurde zwischen 1125 und 1130 geschaffen. Das Werk wird dem „Bildhauer von Cluny III“ zugeschrieben, der Stil zeigt Ähnlichkeiten mit dem des Tympanons von Mâcon. Drei Seiten des Altars tragen Szenen in Hochrelief, vier Säulen befinden sich an den Ecken.
- Auf der westwärts gewandten Vorderseite thront ein verherrlichter Christus, in einer großen Mandorla, Segen spendend, von seinen Aposteln umgeben. Die Figur des Christus stellt die Füße flach auf den Schemel vor seinem Thron. Sein vollkommen regelmäßiges Antlitz strahlt dank der subtilen Nuancen der Reliefierung eine große Milde aus. Zu beiden Seiten umgeben die Symbole der vier Evangelisten die Mandorla wie ein quadratischer Rahmen. Die Zwölf sind auf zwei Ebenen in Gruppen von drei aufgeteilt; die meisten halten Bücher, Simon Petrus ist an seinem großen Schlüssel erkennbar.
- Auf der Nordseite ist in vier Szenen (Verkündigung, Geburt Christi, Darstellung Jesu im Tempel und Himmelfahrt) das Leben der Jungfrau Maria dargestellt.
- Auf der Südseite ist die Stiftung einer Kirche dargestellt, sie zeigt einen König (möglicherweise Ludwig VII.), der vor dem Stiftskapitel von St. Vincent de Mâcon auf ein Modell des Gebäudes deutet; dies verdeutlicht die Inschrift darunter.
- Die Rückseite lässt vermuten, dass der Altar Reliquien enthält.